# Scopula variata
Scopula variata là một loài bướm đêm trong họ Geometridae.